# Panagiotis Papaligouras

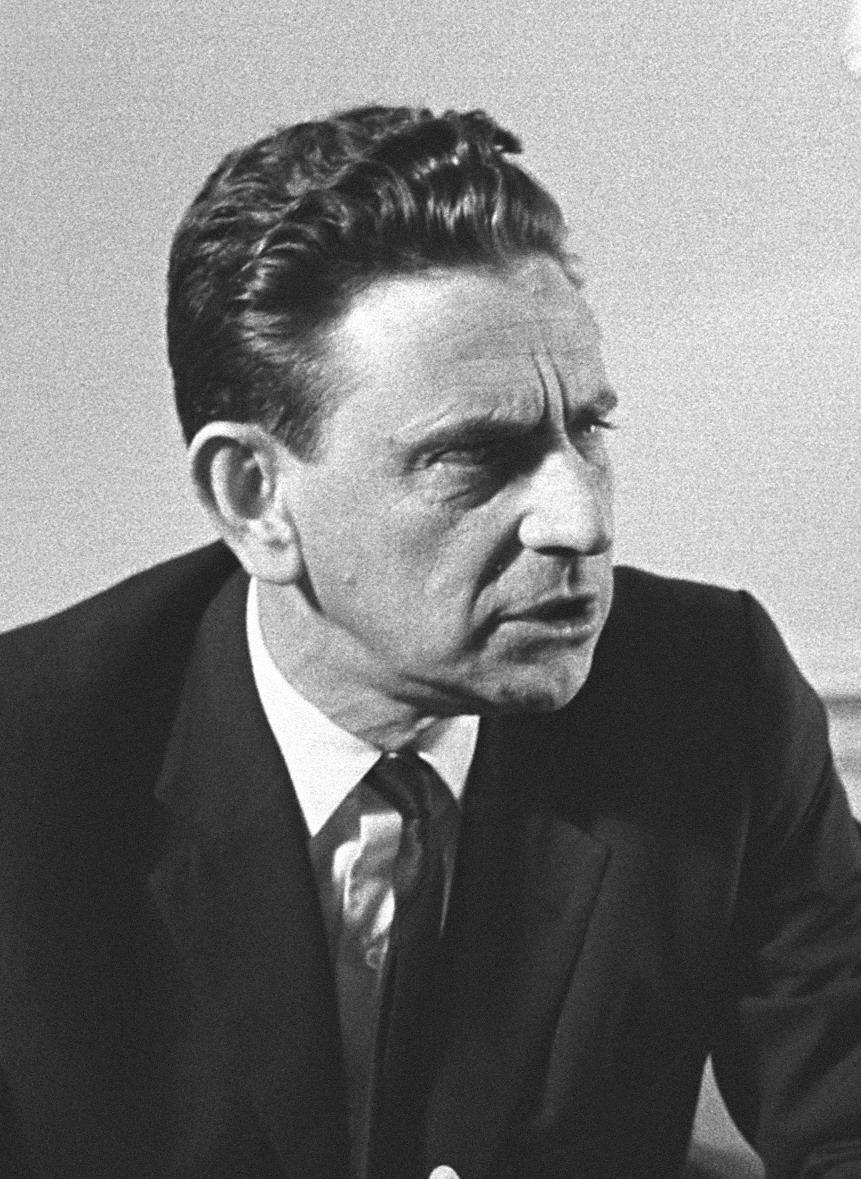
Panagiotis Papaligouras

Panagiotis Papaligouras (griechisch Παναγής Παπαληγούρας; * 6. Juni 1917 in Korfu, Korfu; † 5. Mai 1993) war ein griechischer Politiker der Nationalradikalen Union ERE (Ethniki Rizospastiki Enosis) sowie später der Neuen Demokratie ND (Nea Dimokratia), der unter anderem 1974 kurzzeitig Gouverneur der Bank von Griechenland sowie zwischen 1977 und 1978 Außenminister war.

## Leben
Papaligouras absolvierte nach dem Schulbesuch ein Studium der Rechts- und Politikwissenschaften an der Nationalen und Kapodistrias-Universität Athen sowie an der Universität Genf. 1941 wurde er Dozent an der Universität Athen und diente im Zweiten Weltkrieg zwischen 1942 und 1944 als Offizier des Heeres im Nahen Osten, wo er mehrfach ausgezeichnet wurde. 1944 kehrte er in das noch besetzte Griechenland zurück und wurde 1945 Generalsekretär im Versorgungsministerium.
Bei den Wahlen vom 31. März 1946 wurde Papaligouras für die Einheitspartei im Wahlkreis Argolis und Korinth erstmals zum Mitglied des Parlaments gewählt. Er trat danach der von Marschall Alexandros Papagos gegründeten Hellenischen Sammlung (Ellinikos Synagermos) bei und wurde als deren Kandidat bei den Wahlen 1951 und 1952 wieder zum Mitglied des Parlaments gewählt. Nachdem er zwischen 1952 und 1953 Unterstaatssekretär im Handelsministerium war, wurde er am 5. September 1953 Handelsminister im Kabinett von Ministerpräsident Alexandros Papagos und bekleidete dieses Ministeramt bis zum 15. Dezember 1954. Zugleich fungierte er zwischen dem 29. Dezember 1953 und dem 11. April 1954 als kommissarischer Landwirtschaftsminister. Im Anschluss bekleidete er vom 15. Dezember 1954 bis zum 6. Oktober 1955 das Amt als Minister für wirtschaftliche Koordination im Kabinett Papagos.
1956 trat Papaligouras der von Konstantinos Karamanlis gegründeten Nationalradikalen Union ERE (Ethniki Rizospastiki Enosis) bei und wurde für diese bei der Wahl 1956 zum Mitglied des Parlaments gewählt. Im darauf folgenden zweiten Kabinett Karamanlis fungierte er zwischen dem 29. Februar 1956 und dem 28. Februar 1958 als Minister für Handel und Industrie. 1958 verließ er vorübergehend die ERE und bewarb sich für die Volkspartei LK (Laiko Komma) von Konstantinos Tsaldaris ohne Erfolg für einen Parlamentssitz bei der Wahl 1958. Nach der Wahlniederlage wechselte er wie andere LK-Mitglieder wieder zur ERE und wurde für diese bei der Wahl 1961 wieder zum Mitglied des Parlaments gewählt. In dem im Anschluss gebildeten vierten Kabinett Karamanlis bekleidete er vom 4. November 1961 bis zum 19. Juni 1963 erneut das Amt als Minister für wirtschaftliche Koordination.
Bei den Wahlen am 3. November 1963 sowie am 16. Februar 1964 wurde Papaligouras für die ERE erneut zum Mitglied des Parlaments gewählt. In der am 3. April 1967 von Ministerpräsident Panagiotis Kanellopoulos gebildeten Übergangsregierung übernahm er das Amt des Ministers für Nationale Verteidigung. Diese Regierung wurde am 21. April 1967 durch einen Militärputsch unter Führung von Oberst Georgios Papadopoulos gestürzt, der zur bis 1974 dauernden Militärdiktatur führte.
Nach dem Ende der Militärdiktatur am 23. Juli 1974 war Papaligouras zwischen dem 9. August und dem 23. Oktober 1974 zunächst Gouverneur der Bank von Griechenland. Bei der Wahl vom 17. November 1974 wurde er für die von Konstantinos Karamanlis gegründete Neue Demokratie ND (Nea Dimokratia) im Wahlkreis Korinth wieder zum Mitglied des Parlaments gewählt. Am 21. November 1974 übernahm er dann im sechsten Kabinett Karamanlis erneut das Amt als Minister für wirtschaftliche Koordination und hatte dieses bis zum 28. November 1977 inne. Auch bei der Wahl am 20. November 1977 wurde er für die ND im Wahlkreis Korinth zum Mitglied des Parlaments gewählt und gehörte diesem bis zum 19. September 1981 an. In dem daraufhin am 28. November 1977 gebildeten siebten Kabinett Karamanlis übernahm er nunmehr das Amt als Außenminister. Dieses Ministeramt hatte er bis zu seiner Ablösung durch Georgios Rallis am 10. Mai 1978 inne.